# Calamodes boursini
Calamodes boursini är en fjärilsart som beskrevs av Gustav Fridolin Albers och Warnecke 1941. Calamodes boursini ingår i släktet Calamodes och familjen mätare. Inga underarter finns listade i Catalogue of Life.